# 愛媛県道126号上猿田三島線
愛媛県道126号上猿田三島線（えひめけんどう126ごう かみさるたみしません）は、愛媛県四国中央市を通る一般県道である。

## 概要
四国中央市富郷町寒川山から四国中央市三島中央5丁目に至る。

### 路線データ
- 起点：四国中央市富郷町寒川山（白髪隧道内、高知県道264号坂瀬吉野線起点）
- 終点：四国中央市三島中央5丁目（三島郵便局前交差点、国道319号交点、愛媛県道124号上分三島線終点）
- 総延長：約22.3 km

## 路線状況

### 重複区間
- 高知県道・愛媛県道6号高知伊予三島線（四国中央市富郷町豊坂）

### 道路施設

#### 橋梁
- 喜蔵橋（喜蔵川、四国中央市）
- 幸橋（大谷川、四国中央市）

#### トンネル
- 白髪隧道：延長345 m、1966年（昭和41年）竣工、四国中央市[注釈 1]

## 地理

### 通過する自治体
- 四国中央市

### 交差する道路
| 交差する道路                                     | 交差する場所  | 交差する場所              |
| ------------------------------------------------ | ------------- | ------------------------- |
| 高知県道264号坂瀬吉野線                          | 富郷町寒川山  | 起点                      |
| 高知県道・愛媛県道6号高知伊予三島線 重複区間起点 | 富郷町豊坂    |                           |
| 高知県道・愛媛県道6号高知伊予三島線 重複区間終点 | 富郷町豊坂    |                           |
| 国道11号                                         | 中之庄町      |                           |
| 国道319号 愛媛県道124号上分三島線                | 三島中央5丁目 | 三島郵便局前交差点 / 終点 |

### 沿線
- 四国中央市立中之庄小学校
- 四国中央市立寒川小学校
- 伊予三島郵便局
- JR四国予讃線 伊予三島駅（終点付近）
- 愛媛県立三島高等学校（終点付近）